# 伊藤摩耶
伊藤 摩耶（いとう まや、1997年2月9日 - ）は、日本の女子バレーボール選手である。

## 来歴
宮城県仙台市出身。母の影響で小学3年生からバレーボールを始めた。
東北生活文化大学高等学校、日本体育大学を経て、2018-19シーズン、V.LEAGUE DIVISION2 WOMEN（V2女子）に所属するプレステージ・インターナショナルアランマーレ（アランマーレ山形）の内定選手となった。内定選手としてV2女子の試合に出場し、Vリーグデビューを果たした。
2019年、大学卒業後に、プレステージ・インターナショナルアランマーレに入団した。
出場機会は次第に増え、2022-23シーズンには、レギュラーに定着し、V2女子優勝とV1昇格に貢献した。
2023-24シーズン、V1女子の試合に出場し、V1デビューを果たした。
2025年5月20日、2024-25シーズン限りでの退団が発表された。翌21日に自由交渉選手として公示。7月に地元チームのリガーレ仙台入団が発表された。

## 所属チーム
- 東北生活文化大学高等学校（2012-2015年）
- 日本体育大学（2015-2019年）
- プレステージ・インターナショナルアランマーレ/アランマーレ山形（2019-2025年）
- リガーレ仙台（2025年-）